# 読谷こばと幼稚園
読谷こばと幼稚園（よみたんこばとようちえん）は、沖縄県中頭郡読谷村長浜に所在する私立幼稚園。設置者は学校法人大城学園である。

## 概要
沖縄本島中西部に位置する読谷村の、座喜味城跡や自然海岸に近い環境に立地する。「笑顔でほっこり元気いっぱい！」を教育キャッチフレーズに掲げ、安全教育・健康教育・愛情教育を三つの柱とする教育方針を定めている。英語や体育といった専門プログラムに加え、エイサーや琉球舞踊、獅子舞といった沖縄の伝統芸能を外部講師の指導のもとで取り入れている点に特色がある。
クラス編成は年齢別となっており、2歳児の「星・プレクラス」、3歳児の「空クラス」、4歳児の「虹クラス」、5歳児の「光クラス」が設置されている。
園長は古堅宗男が務め、幼児教育・保育の無償化に対応した私立学校振興助成法に基づく新制度未移行幼稚園として運営されている。また、卒園児を対象とした学童保育も実施している。

## 沿革
1976年（昭和51年）、前身となるこばと保育園として開園する。設立経緯については、1976年に開設された小規模保育園を前身とし、1986年に幼稚園として設立されたとする資料がある。
開園当初より石井勲が提唱する「石井方式」による漢字教育を実践しており、1981年（昭和56年）に導入。当時の園長は金城礼子であった。1983年（昭和58年）6月には石井を読谷村中央公民館に招き、公開保育と講演会を実施した。
2025年（令和7年）3月までに園長が金城平枝から古堅宗男へ交代した。

## 教育

### 教育理念・方針
園は「笑顔でほっこり元気いっぱい！」というキャッチフレーズを教育活動の根幹に置いている。園長の金城平枝（当時）は、この言葉に「『笑顔』は幸せのサイクルが回りだす万能薬、『ほっこり』は気持ちが暖かくなること、『元気』は何事にも果敢に挑戦すること」という意味を込めていると説明している。この理念に基づき、以下の「三つの柱」を教育の基本方針として掲げている。
1. 安全教育 - 安心して過ごせる物理的・心理的環境の確保。
2. 健康教育 - 規則正しい生活習慣、体育活動、食育を通じた心身の発達促進。
3. 愛情教育 - 園児一人ひとりの人権と個性を尊重し、愛情を持って接することによる豊かな情操の育成。

### 特色ある教育活動
外部の専門講師を招き、多様な教育カリキュラムを実施している。かつて導入していた「石井方式」に見られるように、特色ある教育手法を積極的に取り入れてきた歴史がある。
- 沖縄の伝統芸能：地域の文化継承を目的とし、エイサー（年少・年中・年長組対象）、琉球舞踊、獅子舞（年長組対象）の時間を設けている[6][10]。
- 専門プログラム：全クラスを対象に英語とリトミックを、3歳以上の園児を対象に体育と水泳の専門指導を実施している[10]。

### 年間行事
年間を通じて、季節や文化に合わせた多様な学校行事が行われる。
- 春：入園・進級式、親子遠足、イースター
- 夏：プール開き、七夕、夏祭り
- 秋：運動会、ハロウィン、秋の遠足
- 冬：生活発表会、クリスマス会、もちつき、豆まき、ひな祭り会、お別れ遠足、卒園式

このほか、交通安全指導、避難訓練、沖縄の伝統的なおやつであるポーポー作りなども実施される。

## 園での生活

### 給食
園内の給食室で調理された完全給食を提供している。栄養士が作成した献立に基づき、専任の調理員が調理を行う。アレルギーを持つ園児への個別対応も行っている。

### 預かり保育
正規の保育時間終了後、保護者の就労等の事情に対応するため預かり保育を実施している。平日のほか、土曜日や長期休暇中（春・夏・冬休み）も対応している。

### 送迎
園児の安全な通園のため、複数のコースで園バスを運行している。

## 運営法人
本園の設置者である学校法人大城学園（がっこうほうじんおおしろがくえん）は、沖縄県を拠点とする教育法人である。法人本部の所在地は、同学園が運営するエナジックスポーツ高等学院と同じ沖縄県名護市瀬嵩296番地となっている。一部のウェブサイトでは本園の運営法人を「学校法人こばと学園」と記載している場合があるが、沖縄県の公式資料および園の公式サイトでは一貫して「学校法人大城学園」と明記されており、これが正式名称である。
同学園は、2026年4月より学校法人加計学園から千葉科学大学および同附属高等学校の運営を引き継ぐことで合意している。これにより、同学園は幼児教育から高等教育までを手掛ける教育法人となる。

## 基礎情報
| 項目         | 内容                                                    |
| ------------ | ------------------------------------------------------- |
| 正式名称     | 読谷こばと幼稚園                                        |
| 国公私立の別 | 私立学校                                                |
| 設置者       | 学校法人大城学園                                        |
| 教育理念     | 安全教育・健康教育・愛情教育                            |
| 設立年月日   | 1976年（こばと保育園として） 1986年（幼稚園として設立） |
| 園長         | 古堅 宗男                                               |
| 所在地       | 〒904-0324 沖縄県中頭郡読谷村字長浜1677                 |
| 電話番号     | 098-958-5776                                            |
| 対象年齢     | 2歳児 - 5歳児                                           |
| 外部リンク   | 読谷こばと幼稚園 公式ウェブサイト                       |